# 岡本舜三
岡本 舜三（おかもと しゅんぞう、1909年11月3日 - 2004年4月14日）は、日本の応用力学者、文化功労者。埼玉大学第5代学長（1974年 - 1980年）。埼玉大学名誉教授。耐震工学の専門家。東京府出身。

## 略歴
- 1932年 東京帝国大学工学部土木科卒業
- 1947年 工学博士。「素堀坑の強さに関する弾性学的研究」
- 1942年 東京帝大助教授
- 1947年 東京大学教授
- 1964年 生産技術研究所所長（併任）。
- 1970年 定年退官、名誉教授、埼玉大学教授
- 1973年 埼玉大学理工学部長
- 1974年 埼玉大学学長
- 1980年 退任、名誉教授
- 1986年 震災予防協会理事長
- 1990年 退任。

## 受賞歴
- 1949年度 土木学会賞
- 1960年度 著作賞
- 1978年度 功績賞
- 1982年 藤原賞

## 栄典
- 1979年 紫綬褒章
- 1984年 勲二等、旭日重光章
- 1987年 日本学士院会員
- 1990年 文化功労者
- 2004年 従三位

## 著書
- 応用力学 （技報堂、1954年）
- 地震力を考えた構造物設計法 （オーム社、1954年）
- 建設技術者のための振動学 （オーム社、1967年）
- 材料力学通論 （東京大学出版会、1968年）
- 日本列島大地震図譜 耐震構造設計者のための （オーム社、1968年）
- 耐震工学 （オーム社、1971年）